# Willamette Bearcats

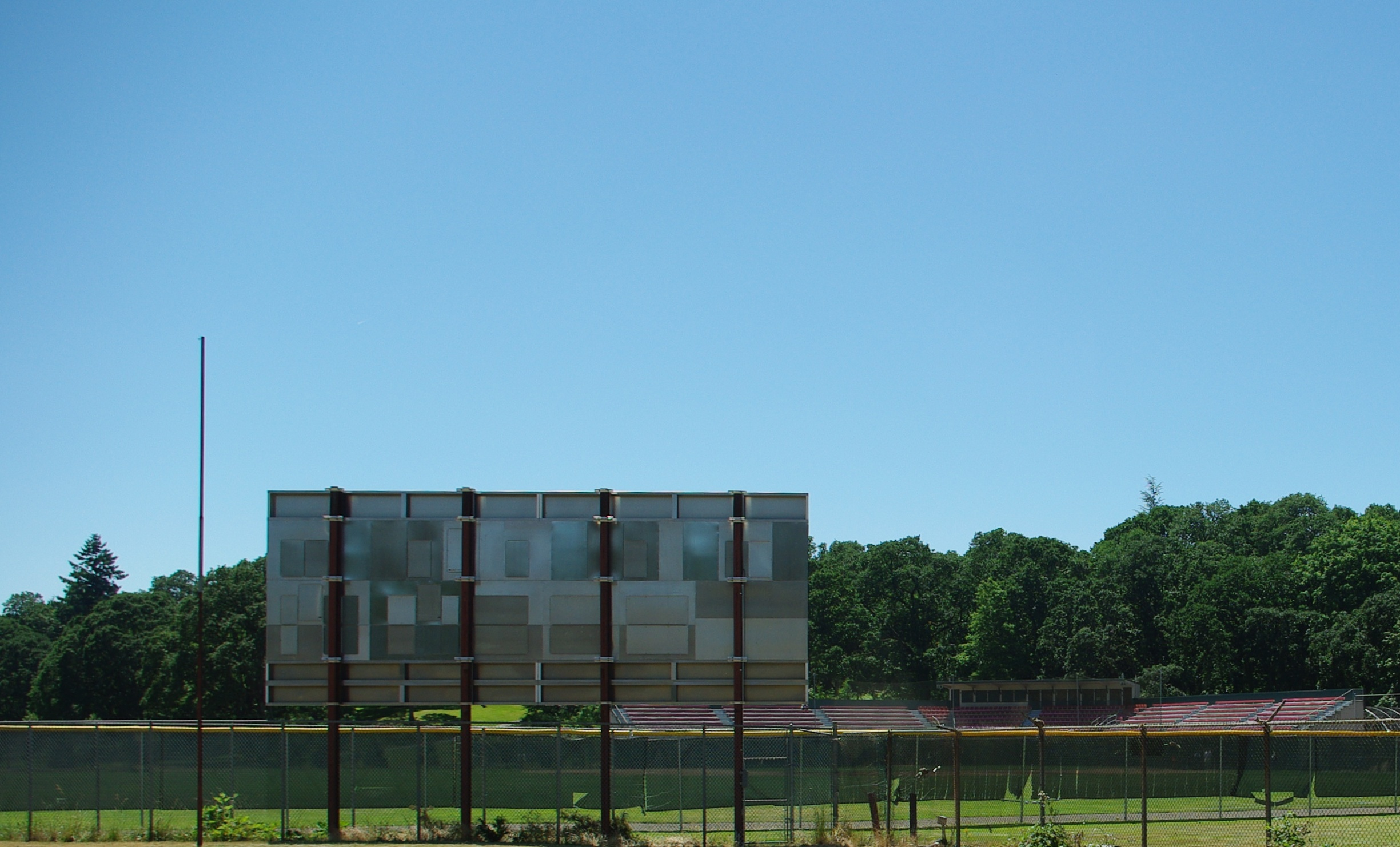
Roy S. „Spec” Keene Stadion

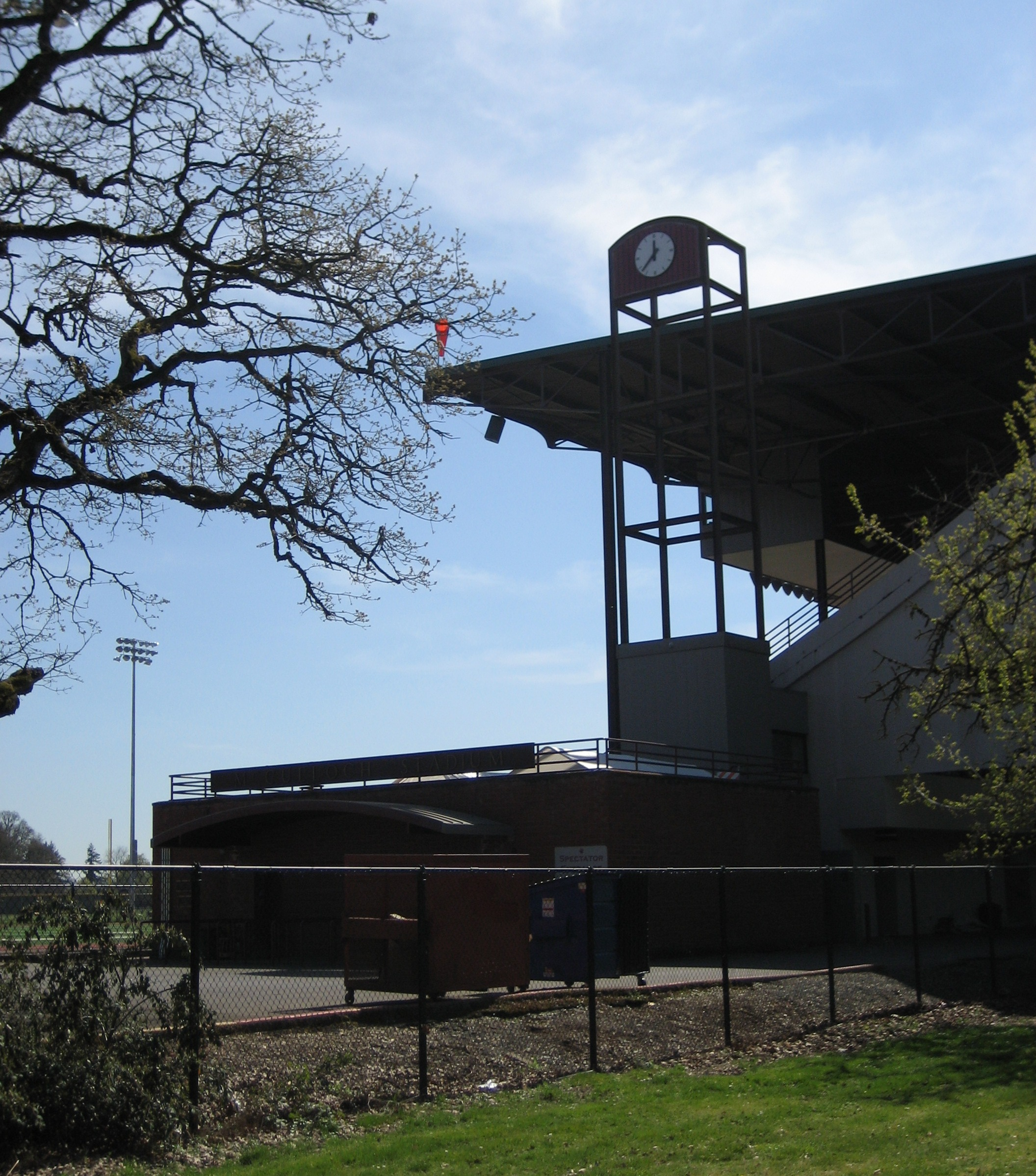
McCulloch Stadion

A Willamette Bearcats a Willamette Egyetem sportcsapatait összefogó egyesület, amely a Northwest Conference tagjaként az NCAA III-as divíziójában játszik. Fő létesítményeik a McCulloch Stadion, a Cone Baseballpálya és a Roy S. „Spec” Keene Stadion. Legnagyobb riválisuk a Linfield Wildcats. 1998 előtt a National Association of Intercollegiate Athleticsben játszottak.
Hivatalos színeik 1895 óta a bíbor és az arany. Csapatindulójuk a Fight Bearcats Fight, az egyetem dala pedig az Ode to Willamette. Kabalájuk a binturong.
Az egyesület klubszervezete a Willamette Bearcat Club. A hírességek csarnoka 1991 óta létezik.
2018 áprilisában megalapították Oregon első válogatott nőiatlétika-csapatát, amely 2021-ben kezdett versenyezni.

## Sportágak

### Amerikai futball
Az 1894-ben alapított csapat első, győztes mérkőzését a Pacific University ellen játszotta. 1926-ban a Northwest Conference alapító tagjai voltak.
1941. december 6-án a Hawaii Egyetemmel szembeni rájátszásban kikaptak. December 7-én Japán megtámadta Pearl Harbort, így a játékosok Honoluluban rekedtek. A csapat tagjai őrködtek, szögesdrótot telepítettek és védelmi feladatokat láttak el. A játékosok december 19-én az SS President Coolidge fedélzetén távoztak.
A második világháborúban az ütemterv rövidült, 1945-ben pedig nem játszottak. Az 1950-ben átadott McCulloch Stadionban első mérkőzésüket a Central Washington Wildcats ellen játszották; korábban a Sweetland Sportpálya volt az otthonuk.
1997 októberében Liz Heaston lett az első főiskolai amerikaifutball-játékosnő. 2008-ban a csapat 10–0-s eredménnyel konferenciabajnok lett. A rájátszások során a Wisconsin–Whitewater Warhawkstól kikaptak.
A Northwest Conference-ben 23-szor nyertek bajnokságot. Az 1997-es nemzeti bajnokságon a Findlayi Egyetemtől kikaptak. 1998-tól az NCAA II-es divíziójában játszanak.

### Atlétika
A férfiatlétika-csapat 1951-ben, 1952-ben, 1953-ban, 1961-ben és 1966-ban konferenciabajnok lett. 1981 és 1987 között hétszer védték meg konferenciacímüket. Ben Fitzgerald 1999-ben megnyerte a nyolcszáz méteres futást, Jimmy Watts pedig a tízpróbát. Andrew Hermann olimpikon futó 1999-ben szerzett diplomát. 2002 és 2006 között a férfiak és nők is több konferenciabajnokságot nyertek. Nick Symmonds 2003 és 2006 között volt a csapat tagja. A nők utolsó címgyőzelme 1978-ban volt.

### Kosárlabda
1923 és 1974 között a kosárlabdacsapat a ma színházként szolgáló Willamette Tornateremben játszott. A férfiak 1949 és 1952, valamint 1958 és 1960 között konferenciabajnokok vagy -társbajnokok voltak. 1960-ban, 1972-ben és 1975-ben részt vettek a nemzeti bajnokságon, melyek első körében kikaptak. 1993-ban nemzeti bajnokok lettek; Gordie Jamest ekkor az év edzőjének választották.

### Labdarúgás
1987 és 1991 között a nőilabdarúgó-csapat ötször volt divízióbajnok. 1998-ban a III-as divízió elődöntőjéig jutottak, 2003-ban pedig másodikak lettek. 1997 és 2004 között a nők hazai pályán egyszer sem kaptak ki. 1993 és 1999 között többször is konferenciabajnokok voltak.

### Egyéb
2002-ben a férfi terepfutók másodjára lettek címnyertesek, ezzel a III-as divízió nemzeti bajnokságában ötödikek lettek. A nők 2003-ban a nyolcaik helyig jutottak. A férfigolfcsapat 1999-ben és 2003-ban, a röplabdacsapat pedig 1999 és 2003 között lett címnyertes. 2006-ban és 2007-ben Sarah Zerzan terepfutóbajnok lett. Az úszócsapatot 1974-ben alapították; 1978 és 1982 között Steve Koga öt nemzeti bajnoki címet nyert, ezzel megkapta az All-American elismerést.
A softballcsapat 1981-ben indult. 1985 és 1999 között az 1993-as kivételével minden szezont elvesztettek. 2000-ben átadták első sportpályájukat. Nikki Franchi 2008-ban a softballcsapatban elsőként megkapta az All-American elismerést.
David Wong vezetésével a baseballcsapat 286-szor győzött, és többször is címvédő bajnokok lettek.
Az egyesületnek korábban birkózócsapata is volt. A női evezőscsapatot 2016 tavaszán megszüntették, ezért 12 korábbi sportoló keresetet nyújtott be az egyetem ellen.

## Létesítmények
Az atlétika- és labdarúgócsapatok a McCulloch Stadionban játszanak. Az 1950-ben épült létesítmény a városi kórház mellett található; a szomszédos, 1989-ben átadott Roy S. „Spec” Keene Stadion a kosárlabdacsapat otthona. A terepfutócsapat a Bush’s Pasture Parkban edz, a softballcsapat pedig a Tokiói Nemzetközi Egyetem campusán játszik.
A Cone Sportpálya és a Henkle Tornaterem az 1974-ben épült és 1995-ben átadott Lestle J. Sparks Központban találhatók; itt tartják a kosárlabda- és softballmérkőzéseket, valamint az úszóversenyeket is. Itt találhatók az irodák is. Az épülettel szemközt helyezkednek el a foci- és teniszpályák.

## Bajnoki mérkőzések
- Férfi kosárlabda – NAIA II-es divízió, 1993
- Férfi kézilabda – USA Team Handball College Nationals, 1974 és 1975[43]

## Fordítás
- Ez a szócikk részben vagy egészben  a   Willamette Bearcats című angol Wikipédia-szócikk ezen változatának fordításán alapul.  Az eredeti cikk szerkesztőit annak laptörténete sorolja fel. Ez a jelzés csupán a megfogalmazás eredetét és a szerzői jogokat jelzi, nem szolgál a cikkben szereplő információk forrásmegjelöléseként.